# Ectopoglossus atopoglossus
Ectopoglossus atopoglossus – gatunek płaza bezogonowego z rodziny drzewołazowatych (Dendrobatidae). Endemit Kolumbii, krytycznie zagrożony wyginięciem.

## Występowanie
Płaz ten jest gatunkiem endemicznym występującym tylko w górach zachodniej Kolumbii. Znany jest tylko z okolic miejsca typowego, którym jest El Boquerón w masywie górskim Serranía de los Paraguas w Kordylierze Zachodniej, na pograniczu departamentów Valle del Cauca i Chocó. Zasięg występowania szacowany jest na zaledwie 16 km². Gatunek żyje w tropikalnych wilgotnych lasach górskich wzdłuż strumieni, na wysokości 1000–2260 m n.p.m. Najczęściej spotykano go pod skałami wzdłuż strumieni, chociaż występował też na bagnistych terenach trawiastych i w płytkich, porośniętych roślinnością strumieniach o wolnym nurcie.

## Status zagrożenia
W Czerwonej księdze gatunków zagrożonych IUCN Ectopoglossus atopoglossus od 2019 roku klasyfikowany jest jako gatunek krytycznie zagrożony (CR, ang. Critically Endangered); wcześniej, od 2004 roku uznawano go za gatunek niedostatecznie rozpoznany (DD, ang. Data Deficient). Gatunek ten mimo poszukiwań nie był obserwowany od lat 90. i możliwe, że już wymarł. Jeśli przeżył, to jego populacja jest skrajnie nieliczna i prawdopodobnie liczy mniej niż 50 dorosłych osobników.
Potencjalne zagrożenia dla tego gatunku to degradacja siedlisk spowodowana rozwojem rolnictwa, zanieczyszczeniem wody, fumigacją nielegalnych upraw i pozyskiwaniem drewna. Podejrzewa się, że przyczyną obserwowanego spadku populacji jest grzybicza choroba – chytridiomikoza, choć nie zostało to potwierdzone.